# Arthur Ernest Wilder-Smith
Arthur Ernest Wilder-Smith (* 22. Dezember 1915 in Reading, England; † 14. September 1995 in Bern), besser bekannt als A. E. Wilder-Smith, war ein britischer Chemiker, Pharmakologe, Drogenexperte und Vertreter des christlichen Kreationismus.
Wilder-Smith hatte diverse Lehrstühle an europäischen und amerikanischen Universitäten inne und war zeitweilig im Range eines Generals als Drogenberater für die NATO tätig. Er ist Autor und Co-Autor von mehr als 70 wissenschaftlichen Publikationen und mehr als 20 Büchern, die in viele Sprachen übersetzt wurden – zum Teil über kreationistische Thesen und christliche Themen. Darüber hinaus trat er durch mehrere öffentliche Dispute und Debatten mit Evolutionsbiologen hervor, in denen er seinen christlich-kreationischen Standpunkt gegen die Evolutionstheorie vertrat.

## Leben und akademisches Wirken

### Herkunft und Schulzeit
Wilder-Smith wuchs auf dem Land auf. Sein Vater stammte aus einer Familie von Gutsbesitzern und war Landwirt, seine Mutter war diplomierte Lehrerin aus einer Ingenieursfamilie. Sie hatten drei Töchter und zwei Söhne. Der Vater war mit der anglikanischen Kirche wegen des Zwangs zur Abgabe des Zehnten sehr verfeindet und lehnte das Christentum ab. Der 15-jährige Arthur wurde zusammen mit seinem jüngeren Bruder Walter nach schlechten Noten auf der Grammar School (Gymnasium) auf ein Internat geschickt. Er schloss mit Auszeichnung ab und wurde für ein Studium in Oxford zugelassen.

### Studium und erste Forschungsarbeiten
1933 begann er sein Studium der Botanik, Zoologie und Chemie an der Universität Oxford und schloss das erste öffentliche Examen mit „Gut“ ab. In dieser Zeit lernte er einen englischen General kennen, der ihm den christlichen Glauben nahebrachte. Bald darauf legte er seinen Atheismus ab und wurde Christ, was sein weiteres Leben sehr prägte. 1936 musste er auf die Universität Reading wechseln, da es ihm an finanziellen Mitteln fehlte. 1938 wurde er Doktorand in der physikalisch-organischen Chemie. Während des Zweiten Weltkriegs forschte er im Rahmen seiner Dissertation in dem Chemieunternehmen Imperial Chemical Industries an neuen Nitroverbindungen, die für medizinische Zwecke angewandt werden sollten, worauf über 40 Patente weltweit und eine Reihe von wissenschaftlichen Veröffentlichungen entstanden. Da Wilder-Smith den Kriegsdienst aus Gewissensgründen verweigerte, wurde gegen ihn ein Verfahren eingeleitet. Während der von mehr als tausend Menschen besuchten Gerichtsverhandlung der höchsten Instanz in York wurde er aufgrund einer unerwarteten Zeugenaussage freigesprochen. Aus gesundheitlichen Gründen musste Wilder-Smith seine Arbeit mit Nitroverbindungen abbrechen und arbeitete in der Krebsforschung an der Universität London bis 1946, wo er Fellow of the Royal Institute of Chemistry wurde.

### Soziale Arbeit in Deutschland
Wilder-Smith engagierte sich in christlich-sozialer Arbeit mit deutschen Kriegsgefangenen in England, worauf er von der britischen Abteilung für religiöse Angelegenheiten eine Anfrage bekam, an Versöhnungsprojekten zwischen Deutschen und den Siegermächten zu arbeiten. Ab 1946 hatte er zahlreiche Aufenthalte in der Schweiz und in Deutschland, hielt Vorträge an deutschen Universitäten und forschte parallel dazu in der Chemieindustrie.

### Familie
Wilder-Smith heiratete 1950 Beate (geb. Gottwaldt), die Tochter eines deutschen Pfarrers, die er in Deutschland kennengelernt hatte. Aus der Ehe gingen drei Söhne und eine Tochter hervor, die alle Mediziner wurden.

### Universitätslaufbahn
Ab 1956 wohnte er in Genf und arbeitete an der École de Médecine, wo er 1964 zum zweiten Mal promovierte. Einen weiteren Doktorgrad in den Naturwissenschaften erlangte er im selben Jahr an der Eidgenössischen Technischen Hochschule in Zürich mit einer Arbeit auf dem Gebiet der Chemotherapie. In den folgenden Jahren war er Gastprofessor an der Universität Bergen (Norwegen), an der University of Illinois in Chicago (USA) und zwei weitere Jahre Professor der Pharmakologie in Ankara (Türkei).

### Drogenberater der NATO
Stark wachsender Drogenmissbrauch unter den Truppen der NATO-Streitkräfte veranlasste die höheren Offiziere, Wilder-Smith als Drogenexperten einzustellen. Er arbeitete von 1970 bis 1977 im Range eines Drei-Sterne-Generals der NATO in Europa, entwickelte Anti-Drogen-Programme für das Militär und hielt Vorträge, in denen er die Wirkung von Drogen demonstrierte.

### Vortragsreisen
Wilder-Smith wurde in den folgenden Jahren wegen seiner Seminare, Interviews, Publikationen und Filme bekannt, die in verschiedenen Ländern ausgestrahlt wurden. Bis 1990 unternahm er weltweit über 20 Vortragsreisen.

### Veröffentlichungen
Wilder-Smith publizierte insgesamt 45 eigene wissenschaftliche Veröffentlichungen und schrieb 23 Bücher in Deutsch und Englisch. Seine ORIGIN-Filme wurden, wie auch viele Bücher, in mehrere Sprachen übersetzt.
Einige Abschnitte aus seinen apologetischen Büchern werden im Buch Christliche Bücher kritisch lesen kritisch beleuchtet.

### Lebensende
1991 musste sich Wilder-Smith in Bern einer ersten Gehirnoperation unterziehen. Sie war erfolgreich und er konnte seine Vortragsarbeit wieder aufnehmen. 1994 wurde eine zweite Gehirnoperation notwendig. Sein Gesundheitszustand verschlechterte sich. Er starb im folgenden Jahr in Bern.

## Evolutionskritik
Wilder-Smith ist unter anderem für seine Publikationen gegen die Evolutionstheorie bekannt geworden. In seinen Büchern behandelte er sowohl theoretische als auch experimentelle Probleme des Neodarwinismus und formulierte Einwände. Auch die spontane Abiogenese nach dem Miller-Experiment zur Entstehung des Lebens hielt er aus mehreren Gründen für unmöglich:
- Nach dem Massenwirkungsgesetz gehe die Synthese von Polypeptiden aus Aminosäuren nicht vorwärts, da das dabei entstehende Wasser das Gleichgewicht auf der Seite der Ausgangsstoffe halte.[3] Deshalb hielt er die spontane Biogenese in großen Mengen an Wasser, vor allem im Urozean, wie es in vielen Lehrbüchern stand, nicht nur für unwahrscheinlich, sondern für unmöglich.
- Weiterhin sah Wilder-Smith die Entstehung des Racematgemischs wegen der stochastischen Chemie bei der Synthese von Aminosäuren als bedeutendes Hindernis in der Biogenese nach Miller. Der äquimolare Gehalt an links- und rechtsdrehenden Aminosäuren (siehe Chiralität) sei für die Zusammensetzung von lebendem Protoplasma unbrauchbar, da nur L-Aminosäuren Eiweiße für das Leben bilden und Racemate nicht geeignet und oft giftig sind.[4] In Pasteurs Arbeiten über spontane Biogenese sah Wilder-Smith die Bestätigung seiner Überlegungen im experimentellen Bereich.[5]

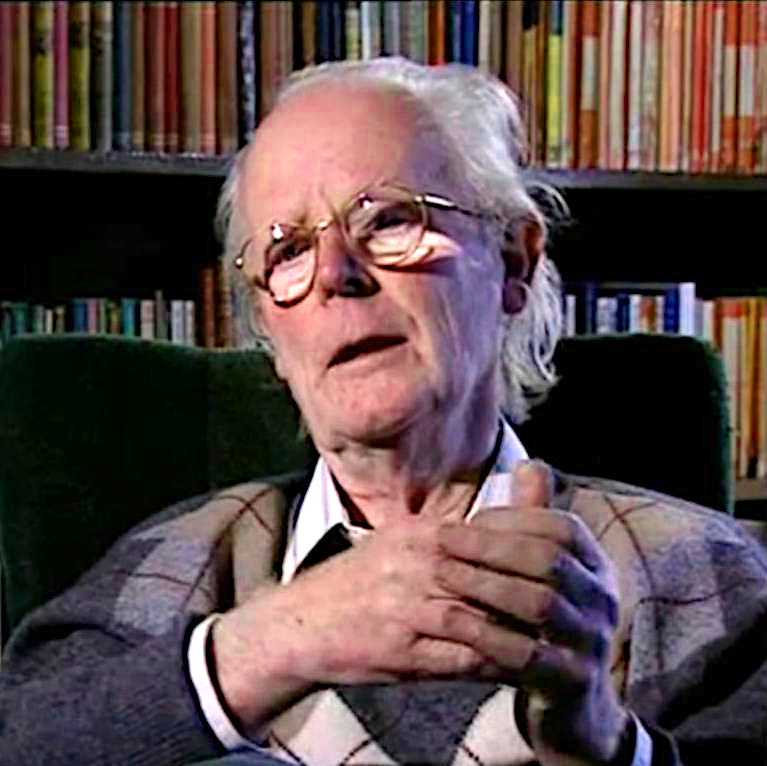
John Maynard Smith

Von Ende 1982 bis Ende 1983 führte Wilder-Smith mit dem deutschen Genetiker Carsten Bresch in der Zeitschrift -Rundbrief einen Disput mit dem Thema „Schöpfung und/oder Evolution“. 1986 debattierte Wilder-Smith zusammen mit dem Kreationisten und Physiker Edgar Andrews gegen die Biologen Richard Dawkins und John Maynard Smith im Rahmen der Huxley Memorial Debate über die Problematik der Biogenese und griff die alte Thematik der Debatte von Samuel Wilberforce und Thomas Henry Huxley aus dem Jahr 1860 (siehe Huxley-Wilberforce-Debatte) wieder auf.

## Bibliographie
Dissertationsschrift
- Preparation de quelques nouveaux derivés d’oxadiazolone et etude de leur activité anti-mycobacterienne. Juris-Verlag, Zürich 1964 (Dissertation an der Universität Genf).

Englischsprachige Schriften
- Urinary elimination of synthetic oestrogens and stilboestrol glucuronide in animals. In: Biochem J. 1948; 42(2), S. 253–257.
- The isolation and properties of the monoglucuronides of stilboestrol, hexoestrol and dienoestrol. In: Biochem J. 1948; 42(2), S. 258–260.
- Preparation of some new 4-substituted derivatives of p-amino-o-hydroxyphenyl-1,3,4-oxadiazolone-5 and study of their mycobacteriostatic activity. VII. In: Arzneimittelforschung. 1967 Jun;17(6), S. 768–772.
- Some tuberculostatic 1,3,4-oxadiazolones(-5) and 1,3,4-oxadiazolthiones(-5). II: Biological spectrum in vitro and activity in vivo in relation to resistance emergence. In: Arzneimittelforschung. 1962 Mar;12, S. 275–280.
- The excretion of synthetic oestrogens as ethereal sulphates and monoglucuronides in the rabbit and in man. In: Biochem J. 1949; 44(3), S. 366–368.
- The Action of Phosgene on Acid Hydrazides to Give 1,3,4-Oxdiazolones of Interest in the Treatment of Tuberculosis. In: Science. Volume 119, Issue 3094, S. 514.
- Metabolism of Synthetic Œstrogens in Man. In: Nature. 160, (6 December 1947), S. 787–787. doi:10.1038/160787a0
- M. B. Sahasrabudhe, A. E. Wilder Smith (1947) The determination of dienoestrol. In: Biochem J. 41(2), S. 190–192.
- THE INSTABILITY OF OESTROGENS IN SOLUTION. In: J Endocrinol. Januar 1, 1946 5, S. 152–157.
- Preliminary screening of some new oxadiazol-2-ols with special reference to their antipyretic, analgesic, and anti-inflammatory properties. V. In: Arzneimittelforschung. 1963 Apr;13, S. 338–341.
- mit E. Frommel und R. W. Morris: Effect of Local Anaesthetics on Barbiturate Sleeping Time. In: Journal of Pharmacy and Pharmacology. 11 (1959), S. 600–606.
- mit Hans Brodhage: Biological Spectrum of Some New Tuberculostatic 1,3,4-Oxadiazolones with Special Reference to Cross-Resistance and Rates of Emergence of Resistance. In: Nature. 192, 23 December 1961, S. 1195.

Deutsche Veröffentlichungen
- Die Erschaffung des Lebens. Evolution aus kybernetischer Sicht. 1972, ISBN 3-7751-0077-6 (englisch: The Creation of Life.).
- Herkunft und Zukunft des Menschen. Ein kritischer Überblick über die dem Darwinismus und Christentum zugrunde liegenden naturwissenschaftlichen und geistlichen Prinzipien. 1972, ISBN 3-7751-0070-9 (Originaltitel: Man’s Origin / Man’s Destiny.).
- Ursache und Behandlung der Drogenepidemie. Hänssler, Neuhausen (Stuttgart) 1974, ISBN 3-7751-0139-X (Originaltitel: The Causes and Cure of the Drug Epidemic.).
- Greift der Christ zur Waffe? 1978, ISBN 3-87739-516-3.
- Die Demission des wissenschaftlichen Materialismus. 1979, ISBN 3-7751-0201-9.
- Wer denkt, muß glauben. 1980, ISBN 3-7751-0519-0 (Originaltitel: He Who Thinks Has To Believe.).
- Die Naturwissenschaften kennen keine Evolution, experimentelle und theoretische Einwände gegen die Evolutionstheorie. 1981, ISBN 3-7965-0759-X (Originaltitel: The Natural Sciences Know Nothing of Evolution.).
- AGEMUS-Rundbrief, Rundbriefe 4/1982 bis 4/1983: Disput zwischen Carsten Bresch und Arthur Ernest Wilder-Smith zum Thema „Schöpfung und/oder Evolution“
- Evolution im Kreuzverhör. 1983, ISBN 3-7751-0577-8.
- AIDS – verschwiegene Fakten. 2. Auflage. Schwengeler Verlag, Berneck 1988, ISBN 3-85666-730-X.
- Warum läßt Gott es zu? 1990, ISBN 3-7751-0115-2 (clv.de [PDF] Originaltitel: Why Does God Allow It? 12. Taschenbuchauflage 2002).
- Ist das ein Gott der Liebe? 1991, ISBN 3-7751-0076-8 (Originaltitel: Is This a God of Love?).